# Filifascigera brevicaudex
Filifascigera brevicaudex is een mosdiertjessoort uit de familie van de Frondiporidae. De wetenschappelijke naam van de soort is voor het eerst geldig gepubliceerd in 2010 door Gordon & Taylor.